# Gerhard Wagner (Fußballspieler)
Gerhard Wagner (* 25. August 1944 in Gelsenkirchen) ist ein ehemaliger deutscher Fußballspieler.

## Werdegang
Der Stürmer Gerhard Wagner begann seine Karriere beim STV Horst-Emscher und wechselte im Sommer 1966 zum Regionalligisten Hamborn 07. Nach nur einem Jahr ging Wagner zum Ligarivalen TSV Marl-Hüls, bevor er im Sommer 1968 zu Rot-Weiss Essen wechselte. Mit den Essenern wurde Wagner Vizemeister hinter Rot-Weiß Oberhausen und setzte sich in der anschließenden Aufstiegsrunde zur Bundesliga durch. Obwohl Wagner in Essen kein Stammspieler war und nur sporadisch eingesetzt wurde, wechselte er zum Bundesligisten Eintracht Frankfurt.
Sein Bundesligadebüt feierte Wagner am 5. September 1969 bei der 1:2-Heimniederlage der Eintracht gegen Borussia Mönchengladbach. Es folgten vier weitere Bundesligaeinsätze, bei denen er ohne Torerfolg blieb. Wagner spielte in der Saison 1970/71 in der Regionalliga für Westfalia Herne, bevor er zum Ahlener SV wechselte. Mit den Ahlenern stieg Wagner in die seinerzeit drittklassige Verbandsliga Westfalen auf. 1974 folgte der Wechsel zur Warendorfer SU, mit der er ein Jahr später ebenfalls in die Verbandsliga aufstieg. 1977 beendete er seine Karriere.